# Jevgeni Novikov (rallyrijder)
Jevgeni Maximovitsj Novikov (Russisch: Евгений Максимович Новиков) (Moskou, 19 september 1990) is een Russisch rallyrijder, die tussen 2009 en 2013 met een World Rally Car actief was in het wereldkampioenschap rally, grotendeels voor het team van M-Sport.

## Carrière
Jevgeni Novikov debuteerde in 2006, op slechts 15-jarige leeftijd, in de rallysport, en won dat jaar meteen een rallycup in Rusland. Het jaar daarop eindigde hij zowel in het Russisch als het Estlands kampioenschap als tweede. Datzelfde jaar maakte hij ook zijn eerste optreden in het wereldkampioenschap rally, met een Subaru Impreza WRX, in Groot-Brittannië.

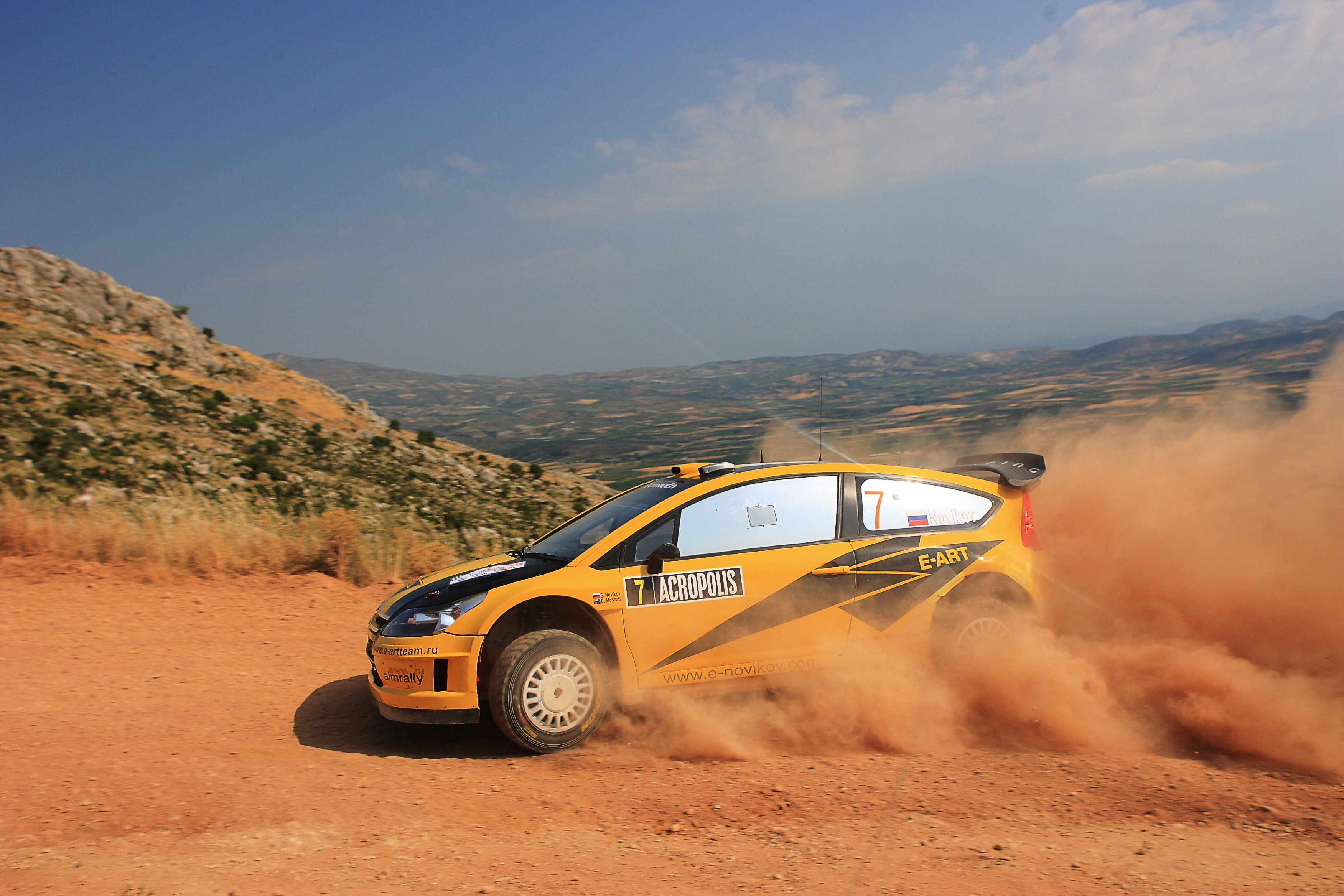
Novikov actief tijdens de Rally van Griekenland in 2009

In het seizoen 2008 reed hij een programma in het Production World Rally Championship voor standaard Groep N auto´s, waarin hij zich menigmaal profileerde als een van de snelste rijders in de serie (met als beste resultaat een elfde plaats algemeen in Japan). In het seizoen 2009 kreeg Novikov een zitje bij het semi-officiële Citroën Junior Team, het toenmalige satelliet-team van Citroën in het WK rally, als teamgenoot van Sébastien Ogier en Conrad Rautenbach. In het geselecteerde programma dat Novikov afwerkte, behaalde hij in Sardinië zijn eerste punten, eindigend als vijfde. In de daaropvolgende rally, de Griekse Acropolis Rally, wist Novikov voor het eerst een klassementsproef te winnen. Hij is daarmee zowel de eerste Russische als de jongste rijder die ooit een proef op naam heeft geschreven in het WK. Het gros van zijn seizoen werd echter gekenmerkt door een tal van ongelukken. Novikov werd vanwege dit na de WK-ronde in Catalonië uit het team gezet.

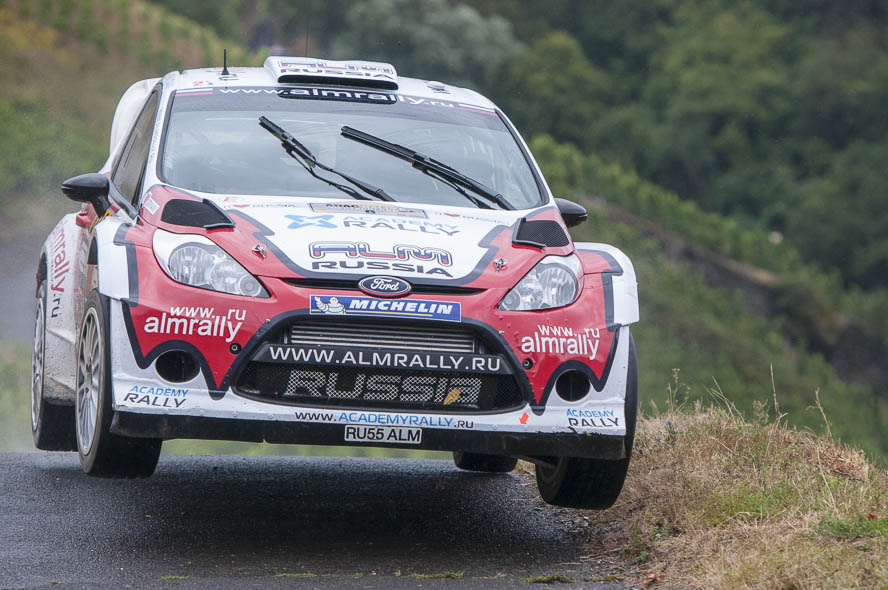
Novikov actief voor het M-Sport team in de Ford Fiesta RS WRC in het seizoen 2012

Hij keerde het jaar daarop niet terug in het WK, maar in 2011 reed hij vanaf Mexico weer een geselecteerd programma, nu voor het team van M-Sport in de toen nieuwe Ford Fiesta RS WRC. Het seizoen verliep wisselvallig voor Novikov, met als beste resultaat een zevende plaats in Catalonië (waar hij eenmalig achter het stuur van een Citroën DS3 WRC kroop) en Groot-Brittannië. In het seizoen 2012 reed hij in het WK dit keer een volledig programma met de Fiesta RS WRC. In Portugal behaalde hij in het chaotische verloop van het evenement met een tweede plaats zijn eerste podium resultaat. Later dat seizoen eindigde hij in Sardinië eveneens als tweede. Dit alles, gepaard met consistentere resultaten, verzekerde hem van een zitje bij M-Sport in 2013. Tijdens de WK-ronde in Griekenland had hij veertig seconden voorsprong opgebouwd op de concurrentie, totdat een lekke band, en bijkomende schade aan de ophanging, roet in het eten gooide en hem kostbare tijd zag verliezen. Hoewel Novikov regelmaat bracht in het scoren van punten, bleven podium resultaten gedurende het seizoen uit.
Novikov wist geen zitje te bemachtigen voor 2014 en heeft zijn actieve rally-carrière sindsdien beëindigd. 

## Complete resultaten in het wereldkampioenschap rally
| Seizoen | Inschrijving                          | Auto                     | 1       | 2       | 3       | 4       | 5      | 6       | 7       | 8       | 9       | 10      | 11      | 12    | 13     | 14     | 15      | 16      | Pos. | Punten |
| ------- | ------------------------------------- | ------------------------ | ------- | ------- | ------- | ------- | ------ | ------- | ------- | ------- | ------- | ------- | ------- | ----- | ------ | ------ | ------- | ------- | ---- | ------ |
| 2007    | Jevgeni Novikov                       | Subaru Impreza WRX STi   | MON     | ZWE     | NOO     | MEX     | POR    | ARG     | ITA     | GRI     | FIN     | DUI     | NZL     | SPA   | FRA    | JPN    | IER     | GBR DNF | –    | 0      |
| 2008    | Jevgeni Novikov                       | Subaru Impreza STi       | MON     | ZWE     | MEX     | ARG DNF | JOR    | ITA     |         |         |         |         |         |       |        |        |         |         | –    | 0      |
| 2008    | Jevgeni Novikov                       | Mitsubishi Lancer Evo IX |         |         |         |         |        |         | GRI 35  | TUR DNF | DUI     | FIN     | NZL DNF | SPA   | FRA    | JPN 11 | GBR DNF |         | –    | 0      |
| 2009    | Citroën Junior Team                   | Citroën C4 WRC           | IER     | NOO 11  | CYP DNF | POR DNF | ARG    | ITA 5   | GRI 16  | POL 9   | FIN DNF | AUS     | SPA DNF | GBR   |        |        |         |         | 13   | 4      |
| 2011    | M-Sport Stobart Ford World Rally Team | Ford Fiesta RS WRC       | ZWE     | MEX DNF | POR     | JOR     | ITA 14 | ARG     | GRI 20  | FIN DNF | DUI     | AUS DNF | FRA 23  |       |        |        |         |         | 17   | 12     |
| 2011    | Team Abu Dhabi                        | Ford Fiesta RS WRC       |         |         |         |         |        |         |         |         |         |         |         |       | GBR 7  |        |         |         | 17   | 12     |
| 2011    | ALM Rally Team                        | Citroën DS3 WRC          |         |         |         |         |        |         |         |         |         |         |         | SPA 7 |        |        |         |         | 17   | 12     |
| 2012    | M-Sport Ford World Rally Team         | Ford Fiesta RS WRC       | MON 5   | ZWE 5   | MEX DNF | POR 2   | ARG 8  | GRI DNF | NZL 4   | FIN 36  | DUI DNF | GBR 6   | FRA 7   | ITA 2 |        |        |         |         | 6    | 88     |
| 2012    | Jevgeni Novikov                       | Ford Fiesta RS WRC       |         |         |         |         |        |         |         |         |         |         |         |       | SPA 10 |        |         |         | 6    | 88     |
| 2013    | Qatar M-Sport World Rally Team        | Ford Fiesta RS WRC       | MON DNF | ZWE 9   | MEX 10  | POR 4   | ARG 4  | GRI 9   | ITA DNF | FIN 6   | DUI 10  | AUS 7   | FRA 5   | SPA 5 | GBR 19 |        |         |         | 7    | 69     |